# Гехшт
Гехшт (нім. Höchst) — містечко та громада округу Брегенц в землі Форарльберг, Австрія.
Гехшт лежить на висоті 403 над рівнем моря і займає площу  20,15 км². Громада налічує 7764 мешканців. 
Густота населення 385/км².  
Громада лежить в районі, який носить назву Брегенцький ліс. Неподалік розкинулося Боденське озеро. Населення Форальбергу розмовляє алеманським діалектом німецької мови, а тому ближче до швейцарців, ніж до населення більшої частини Австрії, яке розмовляє баварсько-австрійським діалектом. Основною індустрією Форальбергу є спортивний туризм, і кожен населений пункт має розвинуту інфраструктуру: транспорт, готелі тощо. 
|                                |
| Гехшт на мапі округу та землі. |

```
Адреса управління громади: Hauptstraße 15, 6973 Höchst (Vorarlberg). 
```

## Демографія
Історична динаміка населення міста за даними сайту Statistik Austria